# Wilsonov
Wilsonov je český komediální krimi film režiséra Tomáše Mašína. Předlohou filmu byla mysteriózní povídka Najhorší zločin vo Wilsonove z knihy Lovci a sběrači slovenského spisovatele Michala Hvoreckého. Autorem scénáře byl Marek Epstein. V hlavních rolích hráli herci Jiří Macháček, Vojtěch Dyk, Táňa Pauhofová a Jan Kraus. Snímek byl propadákem jak u komerčního publika, tak u kritiků.

## Děj
Film se odehrává na přelomu ledna a února 1919 ve slovenské Bratislavě, tehdy v poválečné euforii přejmenované na Wilsonov po americkém prezidentovi Woodrow Wilsonovi. Vedení města v čele s primátorem Danglem usiluje o připojení k USA, aby předešli připojení k Maďarsku nebo Česku. Během příprav oslav k příjezdu prezidenta Wilsona, který by Wilsonov oficiálně připojil k USA, se ovšem stane podivná vražda.
Místní policejní orgány, zastoupené komisařem Brunnerem a čekatelem Eisnerem, si s ní neví rady, a proto je z USA povolán agent Food, který má případ vyřešit. Brzy se vyšetřovatelé dopátrají, že vraždy páchá podivné monstrum, které Food označí za nekromanta. Další vraždy následují a oběti jsou členy židovské obce. Zatímco vyšetřování vede agent Food s čekatelem Eisnerem, v pozadí chtějí slávu za vyšetření případu převzít komisař Brunner a policejní prezident Wittich.
Vše začne být dramatické, když nekromant unese naivní Šajndele, dceru místního podnikatele, na kterou si potají myslí čekatel Eisner. V závěru jsou Food a Eisner zrazeni Foodovým otrokem Bobbym, který je utajeným agentem maďarské vlády. Z nebezpečí se ovšem dostanou a následně odhalí, že za vraždami stál policejní ředitel Wittich, který je zase tajným agentem Česka a má za úkol připojit Slovensko k tvořícímu se Československu.
Všichni padouši jsou poraženi a Eisner získává Šajndele, která s ním následně čeká dítě. Agent Food se vydává řešit další tajuplný případ. Wilsonov se oficiálně připojí k USA, ale ihned poté jsou všichni zastánci této myšlenky usmrceni v nešťastném výbuchu, který neznalostí způsobí komisař Brunner. Ačkoliv je sám v době výbuchu nejblíže výbušninám, v závěrečné scéně dělá šoféra čekateli Eisnerovi, nyní již policistovi, a jeho Šajndele. Vypravěč na konci řekne, že Wilsonov byl připojen k Československu.

## Obsazení
| Jiří Macháček      | Aaron Food, agent FBI                   |
| Vojtěch Dyk        | Kvido Eisner, policejní čekatel         |
| Táňa Pauhofová     | Šajndele, naivní žena, dcera obchodníka |
| Daniel Fajmon      | Nekromant                               |
| Richard Stanke     | primátor Dangl                          |
| Jan Kraus          | Wittich, policejní ředitel              |
| Hoji Fortuna       | Bobby, otrok agenta Fooda               |
| Luboš Kostelný     | komisař Brunner                         |
| Stanislav Majer    | patolog Mitt                            |
| Peter Šimun        | Popper                                  |
| Stanislav Zindulka | Kaiser otec, koželuh                    |
| Petr Čtvrtníček    | velitel četníků                         |

## Chyby ve filmu
Ve filmu se objevuje mnoho dobových chyb. Například velmi často je ve filmu zobrazena americká vlajka, avšak soudobá s 50 hvězdami, kterou v USA začali používat až v roce 1960. Navíc se ve filmu opakovaně mluví o tom, že Wilsonov chce být 49. státem USA a na vlajku (s 50 hvězdami) se herci snaží přidělat 49. za Wilsonov. Dále agent Food opakovaně tvrdí, že je ve Wilsonovu z úřední moci FBI, avšak agentura používá tento název až od roku 1935, do té doby fungovala pod názvem Bureau of Investigation (BOI) (od r. 1908). Navíc FBI má pravomoci jen na půdě USA, v zahraničí zasahuje CIA. Druhou zmíněnou agenturu Food ve filmu rovněž zmiňuje, avšak CIA byla založena až v roce 1947.
Když agent Food vypráví o svých bývalých ženách, je na fotce ukázán plynový sporák, který rozhodně není dobový. Plynové sporáky se začaly šířit až ve 20. letech 20. století a vypadaly jinak než ten na fotce. Ten odpovídá spíše sporákům z druhé poloviny 20. století. Dalšími chybami ve filmu jsou spletená jména. Ve scéně s novinami je v nich napsáno jméno agenta „Aron Food“, v závěrečných titulcích je však jméno Aaron Food. V češtině je město pojmenováno Wilsonov, v němčině Wilsonstadt, avšak německé noviny se tam jmenují Wilsonov Zeitung. V slovenském Wilsonově všichni mluví česky, až na dvě postavy, které skutečně mluví slovensky.

## Přijetí

### Recenze
Film se dočkal negativních reakcí od kritiků. Kritizován byl jak slabý scénář, tak výkony herců. Rovněž nebyl přijat humor snímku založený na rasových, náboženských a genderových stereotypech. Český agregátor recenzí Kinobox.cz udělil filmu hodnocení 35 %, založené na 18 českých a slovenských recenzích.
- František Fuka, FFFilm
- Jan Jaroš, kultura21.cz
- Vojtěch Karlík, Dokina.tiscali.cz
- Tomáš Kordík, Fdb.cz
- Věra Mišíková, novinky.cz
- Martin Svoboda, Aktuálně.cz
- Mirka Spáčilová, iDNES.cz
- Jan Škoda, Totalfilm.cz

### Tržby
Nejnákladnější česká komedie s rozpočtem nejméně 50 milionů korun se v žebříčku TOP 20 navštěvovaných filmů udržela jen čtyři týdny. Za ty v tuzemsku utržila pouze 4 189 332 Kč, při návštěvnosti 31 801 diváků. Na Slovensku se film v žebříčku Top 20 udržel rovněž pouze čtyři týdny, za které utržil 94 092 Eur (cca 2,55 milionu Kč), při návštěvnosti 17 698 diváků. Jedná se tedy o komerční propadák.

### Ocenění
- Film získal čtyři nominace na Českého lva v kategoriích nejlepší hudba, scénografie, kostýmy a masky.
- Film získal tři nominace na národní slovenské filmové ceny Slnko v sieti v kategoriích nejlepší hudba, scénografie a kostýmy.
- Film měl mezinárodní premiéru na MFF Peking 2016.